# Fokker D.III
Fokker D.III (định danh của Fokker: M.19) là một loại máy bay tiêm kích của Đức trong Chiến tranh thế giới I.

## Quốc gia sử dụng
German Empire
- Luftstreitkräfte

 Hà Lan
- Luchtvaartafdeling

## Tính năng kỹ chiến thuật
Đặc điểm tổng quát
- Kíp lái: 1
- Chiều dài: 6.30 m (20 ft 8 in)
- Sải cánh: 9.05 m (29 ft 8 in)
- Chiều cao: 2.55 m (8 ft 4 in)
- Diện tích cánh: 20.0 m2 (215 ft2)
- Trọng lượng rỗng: 430 kg (948 lb)
- Trọng lượng có tải: 710 kg (1.565 lb)
- Powerplant: 1 × Oberursel U.III, 120 kW (160 hp)

Hiệu suất bay
- Vận tốc cực đại: 160 km/h (100 mph)
- Tầm bay: 220 km (137 dặm)
- Trần bay: 4.700 m (15.420 ft)
- Vận tốc lên cao: 4,8 m/s (940 ft/phút)

Vũ khí trang bị
- 2 × súng máy lMG 08 Spandau 7,92 mm (.312 in)[1]